# Vodice (Dalmatien)
Vodice (kroatisch für „Wässerchen“; italienisch Vodizze) ist eine Kleinstadt in der Gespanschaft Šibenik-Knin in Mitteldalmatien. 

## Lage und Einwohner
Sie liegt 10 km nordwestlich von Šibenik an der Adriaküste und hat laut Volkszählung aus dem Jahre 2011 8875 Einwohner, davon 94,30 % Kroaten.

## Wirtschaft
Vodice ist ein beliebtes touristisches Urlaubsziel, und daher macht der Sommertourismus den wichtigsten Wirtschaftszweig von Vodice aus. In Umfragen wurde sie mehrere Jahre in Folge zur drittbeliebtesten dalmatinischen Küstenstadt erklärt. Die meisten Einwohner von Vodice stellen für Touristen Unterkünfte zur Verfügung, sei es in Hotels, Apartments, oder Zimmern.

## Geschichte
Bereits während der römischen Herrschaft über Dalmatien wurde der Ort als Arausa gegründet. Vodice wurde in historischen Dokumenten das erste Mal 1402 erwähnt, als der Bau der Kirche Sv. Križ begann. Der Name der Stadt leitet sich vom Wort voda für Wasser, mit welchem Vodice zur damaligen Zeit die umliegende Gegend versorgt hat. Die Verteidigungswälle und der Ćorić-Turm (kroatisch: Ćorićev toranj) aus den Zeiten der türkischen Eroberungen zeugen von diesen vergangenen Zeiten. 
Vodice pflegt seit 1974 eine Städtepartnerschaft mit der Stadt Herford in Nordrhein-Westfalen.

## Sehenswürdigkeiten
Weitere sehenswerte Denkmale in Vodice sind die alte 1421 fertiggestellte Kreuzauffindungskirche (kroatisch: Sveti Križ) und die 1746 erbaute Pfarrkirche im Stadtzentrum. Zwei Kilometer vom Stadtzentrum entfernt, auf dem Berg Okit, befindet sich die neuerbaute Kirche der heiligen Mutter Gottes vom Berge Karmel. Von Okit aus bietet sich ein sehenswürdiger Ausblick über die ganze Umgebung von Vodice, über Prvić, Zlarin und weitere vorgelagerte Inseln.

## Persönlichkeiten
- Ivo Brešan (1936–2017), Dramatiker und Drehbuchautor
- Ivana Ergić, Miss Kroatien 2006
- Akaba Fržop, Gründer der Gemeinde Vodice
- Ante Ivas (* 1939), Bischof